# Cinebook
Cinebook Ltd est une société d'édition britannique qui publie des albums de bande dessinée et des romans graphiques.
Cinebook traduit en anglais principalement des bandes dessinées belges et françaises, pour la plupart éditées chez Dargaud, Dupuis et Le Lombard.
La société est fondée par le Français Olivier Cadic en 2005 et a son siège à Canterbury, dans le Kent.